# Frédérique Bel

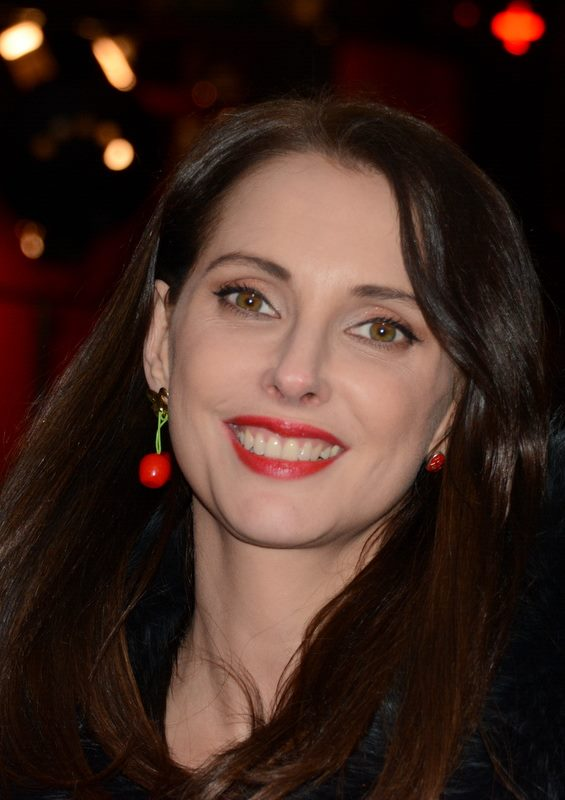
Frédérique Bel beim César 2014

Frédérique Bel (* 24. März 1975 in Annecy, Département Haute-Savoie) ist eine französische Schauspielerin. 

## Leben
Frédérique Bel studierte Literatur an der Universität für Humanwissenschaften in Straßburg.
2004 spielte Bel im Film Mathilde – Eine große Liebe, 2005 in L’auberge espagnole – Wiedersehen in St. Petersburg, 2009 in Arthur und die Minimoys 2 – Die Rückkehr des bösen M., 2010 in Adèle und das Geheimnis des Pharaos und ebenfalls 2010 in Arthur und die Minimoys 3 – Die große Entscheidung

## Filmografie (Auswahl)
- 2000: Zurück in die Vergangenheit (Deuxième vie)
- 2003: Il était une fois Jean-Sébastien Bach
- 2004: Mathilde – Eine große Liebe (Un long dimanche de fiançailles)
- 2005: L’auberge espagnole – Wiedersehen in St. Petersburg (Les poupées russes)
- 2005: La Minute Blonde (Fernsehserie, 22 Episoden)
- 2006: (Welt) All inklusive (Un ticket pour l’espace)
- 2006: Agatha Christie: Einladung zum Mord (Petits meurtres en famille)
- 2006: Camping
- 2006: Tapetenwechsel (Changement d'adresse)
- 2007: Tel père telle fille
- 2007: Ma vie n'est pas une comédie romantique
- 2007: Küss mich bitte! (Un baiser s’il vous plaît)
- 2008: Les Dents de la nuit
- 2008: Vilaine
- 2008: Vampire Party – Freiblut für alle! (Les dents de la nuit)
- 2008: Vilaine
- 2009: Betrüg mich! (Fais-moi plaisir!)
- 2009: Safari
- 2009: La Grande Vie
- 2009: Arthur und die Minimoys 2 – Die Rückkehr des bösen M. (Arthur et la vengeance de Maltazard)
- 2009: Kaamelott (Fernsehserie, 4 Episoden)
- 2010: Adèle und das Geheimnis des Pharaos (Les aventures extraordinaires d’Adèle Blanc-Sec)
- 2010: Arthur und die Minimoys 3 – Die große Entscheidung (Arthur et la guerre des deux mondes)
- 2010: Je pourrais être votre grand-mère (Kurzfilm)
- 2010: Entre nous deux
- 2011: L'âme du mal (Fernsehfilm)
- 2011: Au bistro du coin
- 2011: Les Nuits rouges du bourreau de jade
- 2011–2013: Fais pas ci, fais pas ça (Fernsehserie, 12 Episoden)
- 2011: Die Kunst zu lieben (L’art d’aimer)
- 2012: Das verflixte 3. Jahr (L'amour dure trois ans)
- 2012: Die Vollpfosten (Les seigneurs)
- 2013: Hôtel Normandy
- 2014: Monsieur Claude und seine Töchter (Qu'est-ce qu'on a fait au Bon Dieu?)
- 2014: Schwermetall Chronicles (Métal Hurlant Chronicles, Fernsehserie, Episode 2x05 Second Son)
- 2014: La liste de mes envies
- 2015: Frühstück bei Monsieur Henri (L'étudiante et Monsieur Henri)
- 2015: Arnaud fait son 2e film
- 2016: Die Besucher – Sturm auf die Bastille (Les Visiteurs : La Révolution)
- 2016: Le chapeau de Mitterrand (Fernsehfilm)
- 2016: Nina (Fernsehserie, 2 Episoden)
- 2017: Crash Test Aglaé
- 2017: Sales gosses
- 2017: La Mante (Fernsehserie, 6 Episoden)
- 2017: Demain nous appartient (Fernsehserie, 14 Episoden)
- 2018: Making Love (Kurzfilm)
- 2019: Monsieur Claude 2 (Qu’est-ce qu’on a encore fait au Bon Dieu?)
- 2019: Ibiza – Ein Urlaub mit Folgen (Ibiza)
- 2019: Pour Sarah (Fernsehserie, 4 Episoden)
- 2020: Ducobu 3
- 2020: Divorce Club
- 2020: H24 (Fernsehserie, 7 Episoden)
- 2021: Monsieur Claude und sein großes Fest (Qu’est-ce qu’on a tous fait au Bon Dieu?)
- 2021: Permis de construire
- 2021: Capitain Marleau (Fernsehserie, Episode 4x02 Deux vies)
- 2022: L’homme parfait
- 2022: Ducobu Président !
- 2023: 38°5 quai des Orfèvres
- 2024: Ducobu passe au vert!